# Nyctemera purata
Nyctemera purata är en fjärilsart som beskrevs av Swinhoe 1917. Nyctemera purata ingår i släktet Nyctemera och familjen björnspinnare. Inga underarter finns listade i Catalogue of Life.